# صليباء
الصُّلَيْباء (الاسم العلمي:Sclerotinia) هو جنس من الفطريات يتبع فصيلة الصليباوات من رتبة المسماريات.

## أنواع الصليباء
- صليباء الشاي
- صليباء الفول السوداني
- صليباء أسطوانية
- صليباء أشرسونية
- صليباء أليفة الأوراق
- صليباء أليفة الجبال
- صليباء أمريكية
- صليباء تفاحية
- صليباء توتية
- صليباء ثلجية
- صليباء ثمارية
- صليباء ثنائية السعف
- صليباء ثومية
- صليباء جليدية
- صليباء حائرة
- صليباء حرشفية
- صليباء خادعة
- صليباء خيطية الساق
- صليباء درنية
- صليباء ذنبية
- صليباء رخوة
- صليباء رقيقة
- صليباء رمادية
- صليباء سبخية
- صليباء شاحبة
- صليباء شتوية
- صليباء شعيرية
- صليباء شمالية
- صليباء صغيرة
- صليباء صغيرة الأبواغ
- صليباء صفصافية
- صليباء صيفية
- صليباء عدسية الشكل
- صليباء غامضة
- صليباء فاكليانية
- صليباء فريسية
- صليباء قرنية
- صليباء قصيرة الساق
- صليباء قطبية جنوبية
- صليباء قطبية شمالية
- صليباء قمعية الشكل
- صليباء كاندولية
- صليباء كراثية
- صليباء كروية البذور
- صليباء لحمية
- صليباء متباعدة
- صليباء متعددة الأوجه
- صليباء متغايرة الثمار
- صليباء متكورة
- صليباء متوسطة
- صليباء مزروعة
- صليباء مشعرة
- صليباء مفلولة
- صليباء منتفخة
- صليباء منييرية
- صليباء ميابينية
- صليباء ناحلة الساق
- صليباء نحيلة
- صليباء وسكنسونية
- صليباء وضيعة